# HKUPD Stanislav Preprek, Novi Sad
 Hrvatsko kulturno-umjetničko-prosvjetno društvo Stanislav Preprek je kulturna, umjetnička i prosvjetna organizacija Hrvata iz Novog Sada. Zove se po Stanislavu Prepreku. Cilj osnutka ovog društva jest očuvanje hrvatskog nacionalnog identiteta. 

## Povijest
Društvo je ponovo osnovano odnosno aktivirano 2005. godine. Prvi pokušaj oživljenja nije pravilno zaživio, zbog čega je društvo postojalo samo na papiru. Stoga je skupina ljudi okupljena oko Marjana Sabljaka pokrenula udrugu i formirala tri sekcije, dramsku, glazbenu i literarnu u kojoj je jedan od članova i osnivača Siniša Božulić od 2013, godine. 

## Uprava
U vodstvu društva su Ivanka Horvatić i Stanko Krstin.

## Sekcije
Glazbenu sekciju čini ženska pjevačka skupina.

## Aktivnosti
HKUPD Stanislav Preprek svake godine organizira književnu manifestaciju Preprekovo proljeće koja je od pokrajinskog značaja.

## Vanjske poveznice
- Internetske stranice  Arhivirana inačica izvorne stranice od 6. kolovoza 2016. (Wayback Machine)